# 杰勒西群
杰勒西群（英語：geroch group）是一个无限维对称群（英語：Symmetry group），其元素是满足爱因斯坦广义相对论方程的轴对称静态真空时空。杰勒西群由两个非阿贝尔（英語：non-Abelian）的子群产生：Matzner–Misner群和Ehlers群。Matzner–Misner群是与时空对称性和平稳性相对应的两个基灵矢量场（英語：Killing vector field）的线性组合。